# ミヤコジマハナワラビ
ミヤコジマハナワラビ（宮古島花蕨、Helminthostachys zeylanica）は、ハナヤスリ科に属する真嚢シダ類の一種で、それ一種でミヤコジマハナワラビ属 Helminthostachys を構成する。

## 特徴
立ち上がった茎の先端に水平に広げた葉の間から、胞子葉が立ち上がる姿をしている。
根茎は地下にあり、多数の太い真っすぐな根を出す。そこから真っすぐに立ち上がる茎は厳密には担葉体（たんようたい）と呼ばれるもので、高さは20-40 cm、濃緑色でやや柔らかい。その先端には栄養葉を掌状につけるが、実際にはこれは基部で3裂した小葉が、さらにそれぞれの基部でいくつかに分かれたものである。それぞれの小葉は長楕円形で長さ6-20 cm、柔らかく、表面にはつやがある。葉の縁には不規則な鋸歯が出る。小葉はおよそ水平から斜め上に広がる。
よく育ったものでは、掌状に広がる栄養葉の間から胞子葉が出る。胞子葉は大きいものでは20 cmほどになり、数cmの柄の先には穂状に胞子嚢をつけた軸が伸びる。この軸は時に分枝を出すこともある。

## 分布
日本では沖永良部島以南の琉球列島に分布する。国外では南アジアからオセアニアにかけての熱帯・亜熱帯域に広く分布する。
森林の中の地表に生育し、まばらな群落を作る。沖縄では低地の森林に見られるが、生育地の数は少なく、絶滅が危惧されている。

## 利用
中国南部では若葉を食用とするとか、薬用に利用するというが、日本では数そのものが少ないので、全く利用されていない。

## 分類上の位置
PPG I (2016) では、ハナヤスリ科の中でも独自の亜科、Helminthostachyoideae に置かれる。この亜科の範囲は Shinohara et al. (2013) に基づく。また、本種ははじめカール・フォン・リンネによってゼンマイ属の Osmunda zeylanica L. として記載された。